# I liga paragwajska w piłce nożnej (2009)
Mistrzem Paragwaju turnieju Apertura został klub Cerro Porteño, natomiast wicemistrzem Paragwaju turnieju Apertura - Club Libertad.
Mistrzem Paragwaju turnieju Clausura został klub Club Nacional, natomiast wicemistrzem Paragwaju turnieju Clausura - Club Libertad.
Do turniejów międzynarodowych zakwalifikowały się następujące kluby:
- Copa Libertadores 2010: Cerro Porteño, Club Libertad, Club Nacional.
- Copa Sudamericana 2010: Cerro Porteño, Club Guaraní, Club Olimpia.

O spadku do drugiej ligi decydował średni dorobek z trzech ostatnich sezonów. Bezpośrednio spadł tylko jeden klub - Club 2 de Mayo, a na jego miejsce awansował mistrz II ligi, klub Sportivo Trinidense.
W barażu klub 12 de Octubre Itaugua nie zdołał obronić się przed spadkiem i na jego miejsce awansował wicemistrz II ligi - Sport Colombia Fernando de la Mora.

## Torneo Apertura 2009

### Apertura 1
| Data           | Mecz |
| -------------- | --- |
| 14 lutego 2009 | Club Guaraní - Club Sol de América 1:1 Julián Alfonso Benítez 53 - Oscar Adrian Bareiro 22                                                                                      |
| 14 lutego 2009 | Club Libertad - 3 de Febrero Ciudad del Este 8:0 Luís Alberto Ramírez 18, 61, Víctor Javier Cáceres 37, Vladimir Marín 51, 89, Juan Eduardo Samudio 73, 74, Omar Heber Pouso 79 |
| 15 lutego 2009 | 12 de Octubre Itaugua - Tacuary Asunción 0:1 Nery Rubén Bareiro 75 |
| 15 lutego 2009 | Sportivo Luqueño - Club Rubio Ñú 1:0 Michel Osmar Godoy 15 |
| 15 lutego 2009 | Club Nacional - Cerro Porteño 0:2 Diego Armando Herner 11, Javier Alejandro Villarreal 34                                                                                       |
| 4 marca 2009   | Club Olimpia - Club 2 de Mayo 1:0 Carlos Humberto Ruiz 85k |

### Apertura 2
| Data           | Mecz |
| -------------- | --- |
| 20 lutego 2009 | Club Rubio Ñú - Club Guaraní 0:1 Negreiros 16                                                                      |
| 21 lutego 2009 | Club Libertad - Club Olimpia 1:2 Sergio Daniel Aquino 27 - Carlos Fernando Figueroa 7, Ebelio Agustín Ordóñez 90+3 |
| 21 lutego 2009 | Tacuary Asunción - Club Nacional 0:1 Ignacio Ramón Cáceres 85                                                      |
| 22 lutego 2009 | Cerro Porteño - Sportivo Luqueño 1:0 Juan Manuel Sara 8k                                                           |
| 22 lutego 2009 | 3 de Febrero Ciudad del Este - 12 de Octubre Itaugua 0:2 Diego Rubén Alfonso 60, 70                                |
| 22 lutego 2009 | Club Sol de América - Club 2 de Mayo 1:0 Juvenal Cardozo 46                                                        |

### Apertura 3
| Data           | Mecz |
| -------------- | --- |
| 27 lutego 2009 | Club Olimpia - Club Sol de América 1:1 Carlos Humberto Ruiz 23 - José María Caballero 90+3                                                                                |
| 27 lutego 2009 | Club 2 de Mayo - Club Rubio Ñú 1:2 Alfredo Virginio Cano 74k - Freddy Ramón Vera 45, Pablo César Velásquez 62                                                             |
| 28 lutego 2009 | Sportivo Luqueño - Tacuary Asunción 2:2 Claudio Vargas 22, Daniel Ferreira 36 - Reinaldo Ocampo 84, 91                                                                    |
| 28 lutego 2009 | Club Nacional - 3 de Febrero Ciudad del Este 3:2 Herminio Antonio Miranda 37, Ignacio Ramón Cáceres 52, Hebert Alberto Arriola 76 - Emilio Antonio Garcete 1, Makanaki 56 |
| 1 marca 2009   | Club Guaraní - Cerro Porteño 0:1 Víctor Ramón Ferreira 24 |
| 1 marca 2009   | 12 de Octubre Itaugua - Club Libertad 1:2 Ricardo Javier Ortiz 2 - Juan Eduardo Samudio 22, Edgar Arnulfo Robles 44                                                       |

### Apertura 4
| Data         | Mecz |
| ------------ | --- |
| 7 marca 2009 | Tacuary Asunción - Club Guaraní 1:0 Christian Fatecha 15                                                                                        |
| 8 marca 2009 | 3 de Febrero Ciudad del Este - Sportivo Luqueño 0:1 Claudio David Vargas 66                                                                     |
| 8 marca 2009 | 12 de Octubre Itaugua - Club Olimpia 0:0 |
| 8 marca 2009 | Cerro Porteño - Club 2 de Mayo 4:0 David Bernardo Mendoza 31, César Augusto Ramírez 39, Jorge Orlando Brítez 71, Javier Alejandro Villarreal 73 |
| 8 marca 2009 | Club Libertad - Club Nacional 1:1 Juan Eduardo Samudio 42k - Fabio Escobar 83                                                                   |
| 8 marca 2009 | Club Rubio Ñú - Club Sol de América 3:1 Osvaldo Hobecker 33, Pablo César Velásquez 70, Freddy Ramón Vera 83 - Lorenzo Rodrigo Frutos 86         |

### Apertura 5
| Data          | Mecz |
| ------------- | --- |
| 13 marca 2009 | Club Guaraní - 3 de Febrero Ciudad del Este 2:0 Elvis Israel Marecos 29, Luis Armando Ovelar 33                                                                        |
| 13 marca 2009 | Sportivo Luqueño - Club Libertad 2:1 Hugo Lusardi 25, Martín Adrian García 29 - Juan Eduardo Samudio 78                                                                |
| 14 marca 2009 | Club Sol de América - Cerro Porteño 1:2 Carlos Edgar Alvarenga 8 - César Augusto Ramírez 57, Jorge Orlando Brítez 85k                                                  |
| 15 marca 2009 | Club 2 de Mayo - Tacuary Asunción 2:3 Tomas Alberto González 17, Mauro Milciades Monges 87 - Cirilo Antonio Mora 16, Gustavo Alberto Sanabria 79k, José Ariel Núñez 80 |
| 15 marca 2009 | Club Olimpia - Club Rubio Ñú 0:1 Sabino Leiva 8 |
| 15 marca 2009 | Club Nacional - 12 de Octubre Itaugua 4:0 Eder Ricardo Godoy 19, Fabio Escobar 65, Inca 83k, Guillermo Alexis Beltrán 85                                               |

### Apertura 6
| Data          | Mecz |
| ------------- | --- |
| 21 marca 2009 | Club Nacional - Club Olimpia 2:2 Fabio Escobar 62, Guillermo Alexis Beltrán 67 - Juan Rodrigo Rojas 8, Martín Ricardo Ligüera 28k                      |
| 22 marca 2009 | 12 de Octubre Itaugua - Sportivo Luqueño 0:1 Daniel Ferreira 28                                                                                        |
| 22 marca 2009 | Club Libertad - Club Guaraní 3:1 Federico Acuña 13s, Lorgio Álvarez 19, Vladimir Marín 61 - Miguel Ángel Paniagua 51                                   |
| 22 marca 2009 | 3 de Febrero Ciudad del Este - Club 2 de Mayo 3:4 Miguel Caballero 14, Hebert Carmelo Martínez 16, César Llamas 33 - Christian Andrés Omar Barinaga 44 |
| 22 marca 2009 | Tacuary Asunción - Club Sol de América 0:0 |
| 22 marca 2009 | Cerro Porteño - Club Rubio Ñú 0:1 Pablo César Velásquez 71                                                                                             |

### Apertura 8
| Data            | Mecz |
| --------------- | --- |
| 3 kwietnia 2009 | Club Nacional - Club Guaraní 2:0 Guillermo Alexis Beltrán 23, Julio César Ortellado 85                                                                      |
| 3 kwietnia 2009 | Club Libertad - Club Sol de América 4:0 Omar Heber Pouso 18, Juan Eduardo Samudio 20, Miguel Ángel Ramón Samudio 31, Vladimir Marín 84                      |
| 4 kwietnia 2009 | Tacuary Asunción - Cerro Porteño 0:1 Carlos Wilson Villagra 30 mecz po rozegraniu pierwszej połowy został przerwany przy stanie 0:1 z powodu awarii światła |
| 5 kwietnia 2009 | Tacuary Asunción - Cerro Porteño 0:1 Carlos Wilson Villagra 30 dokończenie przerwanego meczu (druga połowa)                                                 |
| 5 kwietnia 2009 | 3 de Febrero Ciudad del Este - Club Rubio Ñú 1:3 Moisés Maldonado 17 - Pablo César Velázquez 44k, 84, Osvaldo Hobecker 65                                   |
| 5 kwietnia 2009 | Sportivo Luqueño - Club Olimpia 1:1 Hugo Lusardi 33 - Edgar Daniel González 29                                                                              |
| 5 kwietnia 2009 | 12 de Octubre Itaugua - Club 2 de Mayo 1:1 David Ariel Mendieta 76 - Tomás Alberto González 23                                                              |

### Apertura 9
| Data             | Mecz |
| ---------------- | --- |
| 11 kwietnia 2009 | Cerro Porteño - 3 de Febrero Ciudad del Este 4:1 Jorge Orlando Brítez 25, Javier Alejandro Villarreal 64, Pablo Marcelo Noguera 82, Luis Enrique Cáceres 84 - Felipe Santiago Villalba 68 |
| 11 kwietnia 2009 | Club Rubio Ñú - Club Libertad 0:2 Manuel José Maciel 17, 85 |
| 11 kwietnia 2009 | Club Sol de América - 12 de Octubre Itaugua 1:2 Esteban Javier Ramírez 16k - Ever Líder Marmol 14, César Daniel Cáceres 42k                                                               |
| 11 kwietnia 2009 | Club 2 de Mayo - Club Nacional 0:1 Guillermo Alexis Beltrán 20 |
| 12 kwietnia 2009 | Club Olimpia - Tacuary Asunción 2:2 Martín Ricardo Ligüera 65k, Juan Rodrigo Rojas 86 - Reinaldo Ocampos 1, 70                                                                            |
| 12 kwietnia 2009 | Club Guaraní - Sportivo Luqueño 0:0 |

### Apertura 10
| Data             | Mecz |
| ---------------- | --- |
| 15 kwietnia 2009 | Sportivo Luqueño - Club 2 de Mayo 1:1 Walter David Avalos 23 - Blas Bernardo Irala 56                                                  |
| 15 kwietnia 2009 | Club Nacional - Club Sol de América 1:1 Fabio Escobar 60 - Iván Emmanuel González 2                                                    |
| 15 kwietnia 2009 | 12 de Octubre Itaugua - Club Rubio Ñú 1:0 Diego Antonio Martínez 90+3                                                                  |
| 15 kwietnia 2009 | Club Libertad - Cerro Porteño 0:0 |
| 15 kwietnia 2009 | 3 de Febrero Ciudad del Este - Tacuary Asunción 2:2 Troadio Daniel Duarte 12k, 67 - Cirilo Antonio Mora 15, Ignacio Ramón Paniagua 78k |
| 22 kwietnia 2009 | Club Guaraní - Club Olimpia 0:0 |

### Apertura 11
| Data             | Mecz |
| ---------------- | --- |
| 18 kwietnia 2009 | Club Olimpia - 3 de Febrero Ciudad del Este 3:1 Martín Ricardo Ligüera 23, Carlos Humberto Ruiz 57, Edgar Daniel González 78 - César Llamas 83 |
| 19 kwietnia 2009 | Club Rubio Ñú - Club Nacional 2:2 Víctor Manuel Gómez 38, Osvaldo Hobecker 70 - Gustavo Eliseo Morínigo 6, Ariel Coronel 80s                   |
| 19 kwietnia 2009 | Club Sol de América - Sportivo Luqueño 1:1 Wilson Omar Pittoni 70 - Daniel Ferreira 47                                                         |
| 19 kwietnia 2009 | Cerro Porteño - 12 de Octubre Itaugua 0:0 |
| 19 kwietnia 2009 | Tacuary Asunción - Club Libertad 0:3 Manuel José Maciel 10, 55, Miguel Alejandro Ximénez 77                                                    |
| 6 maja 2009      | Club 2 de Mayo - Club Guaraní 1:1 Tomás Alberto González 22 - Julián Alfonso Benítez 90                                                        |

### Apertura 7
| Data             | Mecz |
| ---------------- | --- |
| 24 kwietnia 2009 | Club 2 de Mayo - Club Libertad 2:2 Christian Andrés Omar Barinaga 24, Carlos Alberto Ortiz 40k - Miguel Alejandro Ximénez 54, Vladimir Marín 67 |
| 25 kwietnia 2009 | Club Rubio Ñú - Tacuary Asunción 2:3 Pablo César Velázquez 26, 87 - Lorenzo Raúl Silva 3, José Ariel Núñez 24, 58                               |
| 25 kwietnia 2009 | Club Sol de América - 3 de Febrero Ciudad del Este 2:1 Luis Alberto Cabral 46, Wilson Omar Pittoni 83 - Hebert Carmelo Martínez 88              |
| 26 kwietnia 2009 | Club Olimpia - Cerro Porteño 2:0 Carlos Humberto Ruiz 27, Osmar de la Cruz Molinas 47                                                           |
| 26 kwietnia 2009 | Club Guaraní - 12 de Octubre Itaugua 1:1 Luis Armando Ovelar 19 - César Daniel Cáceres 33                                                       |
| 26 kwietnia 2009 | Sportivo Luqueño - Club Nacional 1:1 Walter David Avalos 90k - Fabio Escobar 52                                                                 |

### Apertura 12
| Data        | Mecz |
| ----------- | --- |
| 2 maja 2009 | Club 2 de Mayo - Club Olimpia 2:3 Christian Andrés Omar Barinaga 29, César Alexis Canario 34 - Martín Ricardo Ligüera 81, Carlos Humberto Ruiz 82, 90 |
| 2 maja 2009 | Tacuary Asunción - 12 de Octubre Itaugua 1:0 José Ariel Núñez 64                                                                                      |
| 2 maja 2009 | 3 de Febrero Ciudad del Este - Club Libertad 0:1 Miguel Alejandro Ximénez 15                                                                          |
| 3 maja 2009 | Club Sol de América - Club Guaraní 0:0 |
| 3 maja 2009 | Club Rubio Ñú - Sportivo Luqueño 0:2 Daniel Ferreira 21, 37                                                                                           |
| 3 maja 2009 | Cerro Porteño - Club Nacional 1:1 Jorge Orlando Brítez 56 - Fabio Escobar 77                                                                          |

### Apertura 13
| Data         | Mecz |
| ------------ | --- |
| 9 maja 2009  | Club Nacional - Tacuary Asunción 4:0 Jorge Daniel Núñez 8, Fabio Escobar 43, Gustavo Daniel Noguera 55, Ignacio Ramón Cáceres 84 |
| 9 maja 2009  | Sportivo Luqueño - Cerro Porteño 0:1 Julio César Irrazabál 5                                                                     |
| 9 maja 2009  | Club Guaraní - Club Rubio Ñú 2:0 Ariel Coronel 61s, Osvaldo Javier Díaz 81k                                                      |
| 10 maja 2009 | Club Olimpia - Club Libertad 2:1 Pedro Alcides Sarabia 78s, Martín Ricardo Ligüera 90+1 - Manuel José Maciel 85                  |
| 10 maja 2009 | 12 de Octubre Itaugua - 3 de Febrero Ciudad del Este 1:0 Lorenzo Melgarejo 82                                                    |
| 10 maja 2009 | Club 2 de Mayo - Club Sol de América 1:0 Tomás Alberto González 82                                                               |

### Apertura 14
| Data         | Mecz |
| ------------ | --- |
| 12 maja 2009 | Cerro Porteño - Club Guaraní 1:0 Celso Fernando Ortíz 51 |
| 13 maja 2009 | Club Rubio Ñú - Club 2 de Mayo 4:2 Pablo César Velázquez 40, 91, Víctor Manuel Gómez 58, Juan Esteban Godoy 80 - César Alexis Canario 63, Fidencio Servín 87 |
| 13 maja 2009 | Tacuary Asunción - Sportivo Luqueño 3:2 Ricky Kitawaki 64, José Ariel Núñez 65, Pablo Palacios 90+1 - Daniel Ferreira 13, 84                                 |
| 13 maja 2009 | 3 de Febrero Ciudad del Este - Club Nacional 2:1 Makanaki 90+1, César Llamas 90+3 - Ricardo Alberto Mazacote 13                                              |
| 13 maja 2009 | Club Sol de América - Club Olimpia 1:0 Iván Emmanuel González 41                                                                                             |
| 20 maja 2009 | Club Libertad - 12 de Octubre Itaugua 4:1 Rodolfo Vicente Gamarra 1, 24, Manuel José Maciel 21, Miguel Alejandro Ximenéz 44 - Aldo Rubén Paniagua 55         |

### Apertura 15
| Data         | Mecz |
| ------------ | --- |
| 16 maja 2009 | Club 2 de Mayo - Cerro Porteño 0:0 |
| 17 maja 2009 | Club Guaraní - Tacuary Asunción 1:0 Osvaldo Javier Díaz 32                                                                              |
| 17 maja 2009 | Sportivo Luqueño - 3 de Febrero Ciudad del Este 4:0 Daniel Ferreira 5, 57, 64, Pedro Velázquez 20                                       |
| 17 maja 2009 | Club Olimpia - 12 de Octubre Itaugua 1:0 Osvaldo Augusto Vizcarrondo 13                                                                 |
| 17 maja 2009 | Club Nacional - Club Libertad 1:3 Guillermo Alexis Beltrán 62 - Juan Eduardo Samudio 3k, Manuel José Maciel 40, Miguel Ángel Samudio 61 |
| 17 maja 2009 | Club Sol de América - Club Rubio Ñú 3:2 Esteban Javier Ramírez 25, José Riquelme 70, 88 - Pablo César Velázquez 14, Osvaldo Hobecker 75 |

### Apertura 16
| Data         | Mecz |
| ------------ | --- |
| 23 maja 2009 | Club Rubio Ñú - Club Olimpia 3:5 Osvaldo Hobecker 13, Pablo César Velázquez 49, David Alejandro Alcaraz 88 - Martín Ricardo Ligüera 12, Carlos Humberto Ruiz 18, 37, 57, Arnaldo Castorino 69 |
| 24 maja 2009 | Cerro Porteño - Club Sol de América 1:0 Julio Cesar Irrazábal 76 |
| 24 maja 2009 | Tacuary Asunción - Club 2 de Mayo 1:0 Lorenzo Raúl Silva 13 |
| 24 maja 2009 | 3 de Febrero Ciudad del Este - Club Guaraní 2:1 Federico Acuña 25s, Emilio Antonio Garcete 50 - Federico Javier Santander 85                                                                  |
| 24 maja 2009 | Club Libertad - Sportivo Luqueño 4:1 Rodolfo Vicente Gamarra 47, Manuel José Maciel 49, Adalberto Román 66, Luís Alberto Ramírez 71 - Pedro Velázquez 43                                      |
| 24 maja 2009 | 12 de Octubre Itaugua - Club Nacional 1:1 Julio César Martínez 64 - Ricardo Alberto Mazacote 90                                                                                               |

### Apertura 17
| Data         | Mecz |
| ------------ | --- |
| 29 maja 2009 | Club 2 de Mayo - 3 de Febrero Ciudad del Este 0:1 Hébert Carmelo Martínez 8 mecz przerwany w 32 minucie z powodu mgły        |
| 30 maja 2009 | Club 2 de Mayo - 3 de Febrero Ciudad del Este 0:2 Hébert Carmelo Martínez 8, Makanaki 90+10 dokończenie brakujących 58 minut |
| 30 maja 2009 | Club Guaraní - Club Libertad 4:0 Federico Javier Santander 24, Miguel Ángel Paniagua 66, 76, Jonathan Fabbro 74              |
| 30 maja 2009 | Club Rubio Ñú - Cerro Porteño 0:1 Celso Fernando Ortíz 43                                                                    |
| 31 maja 2009 | Club Olimpia - Club Nacional 1:1 Cristian Rolando Ledesma 26 - Hébert Alberto Arriola 9                                      |
| 31 maja 2009 | Sportivo Luqueño - 12 de Octubre Itaugua 1:1 Pedro Velázquez 33 - Lorenzo Melgarejo 86                                       |
| 31 maja 2009 | Club Sol de América - Tacuary Asunción 2:1 Esteban Javier Ramírez 9, Fernando Fabio López 89 - Reinaldo Campos 15k           |

### Apertura 18
| Data            | Mecz |
| --------------- | --- |
| 12 czerwca 2009 | 3 de Febrero Ciudad del Este - Club Sol de América 1:1 Hebert Carmelo Martínez 2 - Lorenzo Rodrigo Frutos 23               |
| 12 czerwca 2009 | Club Libertad - Club 2 de Mayo 1:1 Rodolfo Vicente Gamarra 69 - Domingo Gabriel Martínez 40                                |
| 12 czerwca 2009 | 12 de Octubre Itaugua - Club Guaraní 2:1 Julio César Martínez 4, Marcos Gamarra 21 - Federico Javier Santander 55          |
| 13 czerwca 2009 | Tacuary Asunción - Club Rubio Ñú 0:3 Pablo César Velázquez 29, 75, William Santander 90                                    |
| 13 czerwca 2009 | Club Nacional - Sportivo Luqueño 3:0 Guillermo Alexis Beltrán 23, Julio César Ortellado 34, Glaucineis Martins da Silva 64 |
| 14 czerwca 2009 | Cerro Porteño - Club Olimpia 1:2 Jorge Orlando Brítez 76 - Osvaldo Augusto Vizcarrondo 21, 78                              |

### Apertura 19
| Data            | Mecz |
| --------------- | --- |
| 16 czerwca 2009 | Club Sol de América - Club Libertad 0:2 Manuel José Maciel 5, Miguel Alejandro Ximénez 90                                                            |
| 17 czerwca 2009 | Club Rubio Ñú - 3 de Febrero Ciudad del Este 0:2 Hebert Carmelo Martínez 55, César Llamas 81                                                         |
| 17 czerwca 2009 | Cerro Porteño - Tacuary Asunción 1:0 Celso Fernando Ortíz 10                                                                                         |
| 17 czerwca 2009 | Club Olimpia - Sportivo Luqueño 1:4 Carlos Humberto Paredes 7 - Walter David Avalos 22k, Daniel Ferreira 37, Hugo Lusardi 75, Juan Gabriel Abente 80 |
| 17 czerwca 2009 | Club Guaraní - Club Nacional 1:1 Héctor Federico Carballo 56 - Guillermo Alexis Beltrán 22                                                           |
| 17 czerwca 2009 | Club 2 de Mayo - 12 de Octubre Itaugua 3:0 Domingo Gabriel Martínez 56, Alfredo Virginio Cano 59, 83                                                 |

### Apertura 20
| Data            | Mecz |
| --------------- | --- |
| 20 czerwca 2009 | Club Libertad - Club Rubio Ñú 0:0 |
| 20 czerwca 2009 | Club Nacional - Club 2 de Mayo 2:1 Julio César Ortellado 31, Ignacio Ramón Cáceres 64 - Alfredo Virginio Cano 59                                    |
| 21 czerwca 2009 | 12 de Octubre Itaugua - Club Sol de América 2:4 Julio César Martínez 47, 87 - Arnaldo Gauna 7, 9, Leonardo Javier Marecos 22, Óscar Nadin Díaz 73s  |
| 21 czerwca 2009 | Sportivo Luqueño - Club Guaraní 0:2 Julián Alfonso Benítez 57, Cristian Gustavo Sosa 67                                                             |
| 21 czerwca 2009 | 3 de Febrero Ciudad del Este - Cerro Porteño 0:1 Jorge Orlando Brítez 85k                                                                           |
| 21 czerwca 2009 | Tacuary Asunción - Club Olimpia 4:1 Gustavo Alberto Sanabria 20, Reinaldo Ocampos 39, 82, Carlos Ramón Martínez 77 - Osvaldo Augusto Vizcarrondo 28 |

### Apertura 21
| Data            | Mecz |
| --------------- | --- |
| 26 czerwca 2009 | Club Sol de América - Club Nacional 0:3 Hebert Alberto Arriola 12, Glaucineis Martins da Silva 74, Fabio Escobar 90+2         |
| 27 czerwca 2009 | Club Olimpia - Club Guaraní 1:1 Carlos Humberto Ruiz 67 - Héctor Federico Carballo 49                                         |
| 27 czerwca 2009 | Tacuary Asunción - 3 de Febrero Ciudad del Este 3:0 Gustavo Alberto Sanabria 6, Gregor Alcides Aguayo 11, José Ariel Núñez 83 |
| 28 czerwca 2009 | Club 2 de Mayo - Sportivo Luqueño 1:0 Domingo Gabriel Martínez 40                                                             |
| 28 czerwca 2009 | Club Rubio Ñú - 12 de Octubre Itaugua 2:3 Pablo César Velázquez 37k, 55 - Lorenzo Melgarejo 72, 81, Diego Benítez 74          |
| 28 czerwca 2009 | Cerro Porteño - Club Libertad 0:3 Adalberto Román 38, Juan Eduardo Samudio 55, Vladimir Marín 90+3                            |

### Apertura 22
| Data         | Mecz |
| ------------ | --- |
| 3 lipca 2009 | 3 de Febrero Ciudad del Este - Club Olimpia 1:0 Makanaki 89                                                        |
| 3 lipca 2009 | Club Guaraní - Club 2 de Mayo 1:0 Osvaldo Javier Díaz 52                                                           |
| 4 lipca 2009 | Club Nacional - Club Rubio Ñú 1:2 Guillermo Alexis Beltrán 12 - Luis Francisco Closa 31, Pablo César Velázquez 82k |
| 5 lipca 2009 | Sportivo Luqueño - Club Sol de América 1:0 Daniel Ferreira 80                                                      |
| 5 lipca 2009 | 12 de Octubre Itaugua - Cerro Porteño 0:1 Jorge Orlando Brétez 38                                                  |
| 5 lipca 2009 | Club Libertad - Tacuary Asunción 0:0                                                                               |

### Tabela Apertura 2009
| Poz | Klub                         | Mecze | Zw | Rem | Por | Pkt | BrZd | BrStr |
| --- | ---------------------------- | ----- | -- | --- | --- | --- | ---- | ----- |
| 1   | Cerro Porteño                | 22    | 14 | 4   | 4   | 46  | 24   | 11    |
| 2   | Club Libertad                | 22    | 12 | 6   | 4   | 42  | 46   | 19    |
| 3   | Club Nacional                | 22    | 9  | 9   | 4   | 36  | 37   | 23    |
| 4   | Club Olimpia                 | 22    | 9  | 8   | 5   | 35  | 31   | 28    |
| 5   | Tacuary Asunción             | 22    | 9  | 5   | 8   | 32  | 27   | 29    |
| 6   | Sportivo Luqueño             | 22    | 8  | 7   | 7   | 31  | 26   | 24    |
| 7   | Club Guaraní                 | 22    | 7  | 8   | 7   | 29  | 21   | 17    |
| 8   | Club Rubio Ñú                | 22    | 8  | 2   | 12  | 26  | 30   | 34    |
| 9   | Club Sol de América          | 22    | 6  | 7   | 9   | 25  | 21   | 30    |
| 10  | 12 de Octubre Itaugua        | 22    | 6  | 6   | 10  | 24  | 19   | 30    |
| 11  | Club 2 de Mayo               | 22    | 4  | 6   | 12  | 18  | 23   | 34    |
| 12  | 3 de Febrero Ciudad del Este | 22    | 5  | 2   | 15  | 17  | 21   | 47    |

Cerro Porteño jako mistrz Paragwaju zapewnił sobie udział w turnieju Copa Libertadores 2010.

## Torneo Clausura 2009

### Clausura 1
| Data          | Mecz |
| ------------- | --- |
| 25 lipca 2009 | Tacuary Asunción - Club Olimpia 0:1 Martín Ricardo Ligüera 59                                                          |
| 26 lipca 2009 | Club Nacional - Cerro Porteño 2:0 Ariel Gregorio Bogado 44, Glaucineis Martins da Silva 87                             |
| 26 lipca 2009 | Club Sol de América - Club Libertad 1:3 Esteban Javier Ramírez 53k - Adalberto Román 9, Horacio Javier González 23, 46 |
| 26 lipca 2009 | Club 2 de Mayo - Club Guaraní 0:1 Miguel Ángel Paniagua 88                                                             |
| 26 lipca 2009 | Club Rubio Ñú - Sportivo Luqueño 2:1 Osvaldo Hobecker 15, Pablo César Velázquez 19 - Julio César Ortellado 45          |
| 26 lipca 2009 | 3 de Febrero Ciudad del Este - 12 de Octubre Itaugua 1:0 Sergio Samudio 80                                             |

### Clausura 2
| Data          | Mecz |
| ------------- | --- |
| 26 lipca 2009 | Club Olimpia - Club Sol de América 2:0 Juan Rodrigo Rojas 32, Claudio David Vargas 84                                  |
| 26 lipca 2009 | Cerro Porteño - Tacuary Asunción 1:1 Digno González 55 - Jorge Miguel Ortega 85                                        |
| 26 lipca 2009 | Club Libertad - Club Rubio Ñú 0:0                                                                                      |
| 26 lipca 2009 | Club Guaraní - Club Nacional 1:0 Eduardo Javier Filippini 69                                                           |
| 26 lipca 2009 | Sportivo Luqueño - 12 de Octubre Itaugua 3:1 Julio César Ortellado 17, 23, Lauro Ramón Cazal 37 - Lorenzo Melgarejo 47 |
| 26 lipca 2009 | Club 2 de Mayo - 3 de Febrero Ciudad del Este 1:2 Josias Cardoso 56 - Miguel Caballero 51, Ever González 76            |

### Clausura 3
| Data            | Mecz                                                                                  |
| --------------- | ------------------------------------------------------------------------------------- |
| 7 sierpnia 2009 | 12 de Octubre Itaugua - Club Libertad 0:2 Manuel José Maciel 3, Reinaldo Ocampos 75   |
| 7 sierpnia 2009 | Club Nacional - Club 2 de Mayo 0:0                                                    |
| 8 sierpnia 2009 | Club Sol de América - Cerro Porteño 1:1 Marcelo Pereira 40 - Roberto Antonio Nanni 85 |
| 8 sierpnia 2009 | Tacuary Asunción - Club Guaraní 1:0 Gustavo Alberto Sanabria 46                       |
| 9 sierpnia 2009 | Club Rubio Ñú - Club Olimpia 1:0 Pablo César Velázquez 89k                            |
| 9 sierpnia 2009 | 3 de Febrero Ciudad del Este - Sportivo Luqueño 0:0                                   |

### Clausura 4
| Data             | Mecz |
| ---------------- | --- |
| 14 sierpnia 2009 | Club 2 de Mayo - Tacuary Asunción 5:0 Josias Cardoso 4, Lorenzo Raúl Silva 46s, Domingo Gabriel Martínez 49, Rodrigo Anastacio Moreira 58, Sergio Alejandro Jiménez 84 |
| 15 sierpnia 2009 | Club Guaraní - Club Sol de América 0:0 |
| 16 sierpnia 2009 | Club Nacional - 3 de Febrero Ciudad del Este 1:1 Víctor Marcelino Aquino 66 - Carlos Ariel Neumann 10k                                                                 |
| 16 sierpnia 2009 | Cerro Porteño - Club Rubio Ñú 1:1 Roberto Antonio Nanni 88 - Roberto Miguel Acuña 81                                                                                   |
| 16 sierpnia 2009 | Club Olimpia - 12 de Octubre Itaugua 1:0 Daniel Ferreira 43 |
| 16 sierpnia 2009 | Club Libertad - Sportivo Luqueño 2:0 Rodolfo Vicente Gamarra 57, Horacio Javier González 60                                                                            |

### Clausura 5
| Data             | Mecz |
| ---------------- | --- |
| 21 sierpnia 2009 | 3 de Febrero Ciudad del Este - Club Libertad 2:2 Christian Omar Martínez 44, Emilio Antonio Garcete 84 - Víctor Hugo Ayala 70, Horacio Javier González 87 |
| 22 sierpnia 2009 | Tacuary Asunción - Club Nacional 0:2 Herminio Antonio Miranda 31, Ignacio Ramón Cáceres 48                                                                |
| 23 sierpnia 2009 | Sportivo Luqueño - Club Olimpia 1:5 Roberto Antonio Servín 60 - Luis Nery Caballero 10, 55, Diego Ciz 43, Bladimiro Duarte 80s, Juan Rodrigo Rojas 88     |
| 23 sierpnia 2009 | 12 de Octubre Itaugua - Cerro Porteño 1:1 Lorenzo Melgarejo 89 - Roberto Antonio Nanni 37                                                                 |
| 23 sierpnia 2009 | Club Rubio Ñú - Club Guaraní 0:0 |
| 23 sierpnia 2009 | Club Sol de América - Club 2 de Mayo 0:1 Adalberto Goiris 78                                                                                              |

### Clausura 6
| Data             | Mecz                                                                                   |
| ---------------- | -------------------------------------------------------------------------------------- |
| 28 sierpnia 2009 | Tacuary Asunción - Club Rubio Ñú 0:2 Luis Francisco Closa 29, Pablo César Velázquez 85 |
| 28 sierpnia 2009 | Club 2 de Mayo - Sportivo Luqueño 1:0 Carlos Alberto Ortiz 71                          |
| 29 sierpnia 2009 | Club Sol de América - 3 de Febrero Ciudad del Este 0:1 José De Filippi 90+2            |
| 29 sierpnia 2009 | Club Nacional - 12 de Octubre Itaugua 1:0 Marcos Antonio Melgarejo 8                   |
| 29 sierpnia 2009 | Club Guaraní - Club Libertad 1:0 Jonathan Fabbro 18                                    |
| 30 sierpnia 2009 | Cerro Porteño - Club Olimpia 1:0 Darío Raúl Caballero 25s                              |

### Clausura 7
| Data            | Mecz |
| --------------- | --- |
| 3 września 2009 | Club Libertad - Cerro Porteño 2:1 Edgar Arnulfo Robles 7, Manuel José Maciel 60 - Julio César Irrazábal 46                                                             |
| 3 września 2009 | Sportivo Luqueño - Club Guaraní 1:1 Carlos Wilson Villagra 10 - César Daniel Cáceres 74                                                                                |
| 3 września 2009 | 12 de Octubre Itaugua - Club 2 de Mayo 1:0 Christian Fatecha 20 |
| 3 września 2009 | Club Sol de América - Tacuary Asunción 1:2 Luis Alberto Acosta 80 - Carlos Ramón Martínez 19, Ramón Cardozo 49                                                         |
| 4 września 2009 | 3 de Febrero Ciudad del Este - Club Olimpia 1:4 Christian Omar Martínez 79 - Juan Rodrigo Rojas 41, Luis Nery Caballero 44, Luis Alberto Prieto 53, Daniel Ferreira 89 |
| 4 września 2009 | Club Rubio Ñú - Club Nacional 1:3 Pablo César Velázquez 73 - Ariel Gregorio Bogado 25, Hebert Alberto Arriola 78, Marcos Antonio Melgarejo 84                          |

### Clausura 8
| Data             | Mecz |
| ---------------- | --- |
| 11 września 2009 | Club 2 de Mayo - Club Rubio Ñú 0:1 Pablo César Velázquez 33                                                                         |
| 11 września 2009 | Club Guaraní - 12 de Octubre Itaugua 1:0 Gilberto Ramón Palacios 31                                                                 |
| 12 września 2009 | Tacuary Asunción - 3 de Febrero Ciudad del Este 3:1 Gustavo Alberto Sanabria 7, 32, José Ariel Núñez 71 - Arnaldo Javier Pereira 66 |
| 12 września 2009 | Club Nacional - Club Sol de América 2:1 Ariel Gregorio Bogado 42, Marcos Antonio Melgarejo 59 - Christian Gilberto Ovelar 4         |
| 12 września 2009 | Cerro Porteño - Sportivo Luqueño 0:2 Bladimiro Duarte 33, Hugo Lusardi 84                                                           |
| 13 września 2009 | Club Olimpia - Club Libertad 0:2 Manuel José Maciel 18, Horacio Javier González 49k                                                 |

### Clausura 9
| Data             | Mecz |
| ---------------- | --- |
| 15 września 2009 | Club Rubio Ñú - Club Sol de América 1:2 Wilfrido Guzmán Bazán 82 - Marcos Antonio Pereira 70, Christian Gilberto Ovelar 76                                         |
| 16 września 2009 | 12 de Octubre Itaugua - Tacuary Asunción 2:3 Ricardo Javier Ortiz 5k, César Rubén Zayas 44 - Patrocinio Samudio 17, Wilson Heriberto Méndez 51s, Pablo Palacios 91 |
| 16 września 2009 | Sportivo Luqueño - Club Nacional 0:1 Hebert Alberto Arriola 33 |
| 16 września 2009 | Club Olimpia - Club Guaraní 1:2 Daniel Ferreira 78 - Gilberto Ramón Palacios 36, César Daniel Cáceres 53                                                           |
| 16 września 2009 | 3 de Febrero Ciudad del Este - Cerro Porteño 0:2 Erwin Lorenzo Ávalos 25, Jorge Daniel Núñez 66                                                                    |
| 16 września 2009 | Club Libertad - Club 2 de Mayo 1:1 Manuel José Maciel 22 - Carlos Alberto Ortiz 65                                                                                 |

### Clausura 10
| Data             | Mecz |
| ---------------- | --- |
| 19 września 2009 | Club Rubio Ñú - 3 de Febrero Ciudad del Este 2:1 Pablo César Velázquez 46k, 84k - Sergio Samudio 27                           |
| 20 września 2009 | Club Sol de América - 12 de Octubre Itaugua 2:1 Sergio Esteban Valinotti 4s, Luis Alberto Acosta 58 -José Benjamín Cáceres 85 |
| 20 września 2009 | Tacuary Asunción - Sportivo Luqueño 1:1 José Ariel Núñez 8 - Marcos Gustavo Pereira 39                                        |
| 20 września 2009 | Club Nacional - Club Libertad 2:0 Marcos Antonio Melgarejo 4, Ignacio Ramón Cáceres 42                                        |
| 20 września 2009 | Club 2 de Mayo - Club Olimpia 0:1 Nelson Rafael Cuevas 78                                                                     |
| 20 września 2009 | Club Guaraní - Cerro Porteño 0:0                                                                                              |

### Clausura 11
| Data             | Mecz |
| ---------------- | --- |
| 25 września 2009 | 3 de Febrero Ciudad del Este - Club Guaraní 2:1 Makanaki 50, Joel Francisco Benítez 88s - Pedro Julían Chávez 58                    |
| 26 września 2009 | Club Libertad - Tacuary Asunción 2:1 Manuel José Maciel 49k, Omar Heber Pouso 84 - José Ariel Núñez 37                              |
| 27 września 2009 | Cerro Porteño - Club 2 de Mayo 1:0 Roberto Antonio Nanni 69k                                                                        |
| 27 września 2009 | Club Olimpia - Club Nacional 1:2 Nelson Rafael Cuevas 16 - Guillermo Alexis Beltran 42, 49                                          |
| 27 września 2009 | Sportivo Luqueño - Club Sol de América 0:4 Christian Gilberto Ovelar 12, 23, Lorenzo Rodrigo Frutos 40, Arnaldo Andrés Espínola 57s |
| 27 września 2009 | 12 de Octubre Itaugua - Club Rubio Ñú 1:2 David Raúl Villalba 47 - Pablo César Velázquez 36, Víctor Manuel Gómez 92                 |

### Clausura 12
| Data                | Mecz |
| ------------------- | --- |
| 3 października 2009 | Club Libertad - Club Sol de América 2:1 Manuel José Maciel 10, 62 - Christian Gilberto Ovelar 2               |
| 4 października 2009 | 12 de Octubre Itaugua - 3 de Febrero Ciudad del Este 1:0 José Benjamín Cáceres 24                             |
| 4 października 2009 | Sportivo Luqueño - Club Rubio Ñú 1:1 Hugo Lusardi 79 - Pablo César Velázquez 47                               |
| 4 października 2009 | Club Olimpia - Tacuary Asunción 2:1 Martín Ricardo Ligüera 7, Nelson David Romero 77 - Jorge Miguel Ortega 90 |
| 4 października 2009 | Club Guaraní - Club 2 de Mayo 3:1 César Daniel Cáceres 60, 76, Jonathan Fabbro 70k - Adalberto Goiris 68      |
| 7 października 2009 | Cerro Porteño - Club Nacional 1:1 Roberto Antonio Nanni 73 - Guillermo Alexis Beltran 78                      |

### Clausura 13
| Data                 | Mecz |
| -------------------- | --- |
| 17 października 2009 | Club Nacional - Club Guaraní 0:0 |
| 17 października 2009 | Tacuary Asunción - Cerro Porteño 2:1 Gustavo Alberto Sanabria 25, Carlos Ramón Martínez 55 - Roberto Antonio Nanni 90                                                             |
| 17 października 2009 | Club Rubio Ñú - Club Libertad 1:1 Víctor Manuel Gómez 50k - Manuel José Maciel 37                                                                                                 |
| 18 października 2009 | 3 de Febrero Ciudad del Este - Club 2 de Mayo 3:3 Christian Omar Martínez 10, César Llamas 37, Makanaki 52 - Felipe Santiago Villalba 33s, Josias Cardoso 49, Adalberto Goiris 91 |
| 18 października 2009 | Club Sol de América - Club Olimpia 0:2 Claudio David Vargas 41, Juan Rodrigo Rojas 79                                                                                             |
| 18 października 2009 | 12 de Octubre Itaugua - Sportivo Luqueño 0:2 Francisco Javier Esteche 46, Wálter Milcíades Fretes 92                                                                              |

### Clausura 14
| Data                 | Mecz |
| -------------------- | --- |
| 24 października 2009 | Club Libertad - 12 de Octubre Itaugua 3:0 Horacio Javier González 1, 7, Omar Heber Pouso 19                    |
| 24 października 2009 | Club Guaraní - Tacuary Asunción 2:0 Hugo César Notario 59, Federico Javier Santander 64                        |
| 24 października 2009 | Club 2 de Mayo - Club Nacional 2:1 Domingo Gabriel Martínez 26, 66 - Ignacio Ramón Cáceres 21                  |
| 25 października 2009 | Sportivo Luqueño - 3 de Febrero Ciudad del Este 1:0 Carlos Wilson Villagra 71                                  |
| 25 października 2009 | Club Olimpia - Club Rubio Ñú 2:2 Martín Ricardo Ligüera 39, Juan Rodrigo Rojas 46 - Víctor Manuel Gómez 57, 60 |
| 25 października 2009 | Cerro Porteño - Club Sol de América 0:1 Ricardo Julián Martínez 79                                             |

### Clausura 15
| Data                 | Mecz |
| -------------------- | --- |
| 31 października 2009 | Club Rubio Ñú - Cerro Porteño 1:1 Francisco García 61 - Jorge Daniel Núñez 60                                                                    |
| 31 października 2009 | Tacuary Asunción - Club 2 de Mayo 1:1 Ramón Cardozo 24 - Thiago de Miranda 65                                                                    |
| 1 listopada 2009     | 3 de Febrero Ciudad del Este - Club Nacional 0:2 Marcos Antonio Melgarejo 36, 69                                                                 |
| 1 listopada 2009     | Sportivo Luqueño - Club Libertad 0:2 Manuel José Maciel 49, Horacio Javier González 50                                                           |
| 1 listopada 2009     | Club Sol de América - Club Guaraní 3:1 Luis Alberto Acosta 35, Lorenzo Rodrigo Frutos 56, Christian Gilberto Ovelar 64 - César Daniel Cáceres 32 |
| 1 listopada 2009     | 12 de Octubre Itaugua - Club Olimpia 1:0 Marcos Gamarra 44                                                                                       |

### Clausura 16
| Data             | Mecz |
| ---------------- | --- |
| 6 listopada 2009 | Club Guaraní - Club Rubio Ñú 1:2 Hugo César Notario 5 - Osvaldo Hobecker 70, 83 |
| 7 listopada 2009 | Club 2 de Mayo - Club Sol de América 3:1 Alexander González 53, Richard Álvarez 58, Josias Cardoso 82 - Christian Gilberto Ovelar 73                                               |
| 7 listopada 2009 | Club Nacional - Tacuary Asunción 3:4 Alfredo David Rojas 23, Patrocinio Samudio 27s, Víctor Marcelino Aquino 69 - Ramón Cardozo 37, José Ariel Núñez 43, 54, Lorenzo Raúl Silva 74 |
| 7 listopada 2009 | Club Olimpia - Sportivo Luqueño 2:1 Nelson Rafael Cuevas 3, Santiago Vergini 59 - Hugo Lusardi 76                                                                                  |
| 8 listopada 2009 | Cerro Porteño - 12 de Octubre Itaugua 3:2 Julio Daniel Dos Santos 28, Iván Emmanuel González 32, 61 - Diego Rubén Alfonso 11, 13                                                   |
| 8 listopada 2009 | Club Libertad - 3 de Febrero Ciudad del Este 1:2 Horacio Javier González 37 - Emilio Antonio Garcete 11, Orlando Zayas 88                                                          |

### Clausura 17
| Data              | Mecz |
| ----------------- | --- |
| 13 listopada 2009 | 3 de Febrero Ciudad del Este - Club Sol de América 2:1 Carlos Ariel Neumann 27, 54 - Marcos Antonio Pereira 40                   |
| 13 listopada 2009 | Club Libertad - Club Guaraní 1:3 Manuel José Maciel 54 - Jonathan Fabbro 28k, César Daniel Cáceres 39, Pedro Alcides Sarabia 73s |
| 14 listopada 2009 | 12 de Octubre Itaugua - Club Nacional 2:0 Ricardo Javier Ortiz 43, Diego Rubén Alfonso 58                                        |
| 14 listopada 2009 | Club Rubio Ñú - Tacuary Asunción 2:0 Pablo César Velázquez 52, Diego de Jesús Chamorro 77                                        |
| 14 listopada 2009 | Sportivo Luqueño - Club 2 de Mayo 2:1 Hugo Lusardi 32, Walter David Avalos 74 - Thiago de Miranda 20                             |
| 15 listopada 2009 | Club Olimpia - Cerro Porteño 1:2 Martín Ricardo Ligüera 21 - Jorge Daniel Núñez 34, Roberto Antonio Nanni 75                     |

### Clausura 18
| Data              | Mecz |
| ----------------- | --- |
| 17 listopada 2009 | Club Nacional - Club Rubio Ñú 1:0 Herminio Antonio Miranda 61k                                                                                         |
| 18 listopada 2009 | Club 2 de Mayo - 12 de Octubre Itaugua 3:0 Óscar Nadin Díaz 41s, 90s, Blas Bernardo Irala 58                                                           |
| 18 listopada 2009 | Club Guaraní - Sportivo Luqueño 2:1 Hugo César Notario 74, Jonathan Fabbro 87 - Hugo Lusardi 11                                                        |
| 18 listopada 2009 | Club Olimpia - 3 de Febrero Ciudad del Este 4:1 Osvaldo Augusto Vizcarrondo 12, Nelson Rafael Cuevas 16, Luis Nery Caballero 39, 69 - Ever González 23 |
| 18 listopada 2009 | Tacuary Asunción - Club Sol de América 0:0 |
| 25 listopada 2009 | Cerro Porteño - Club Libertad 1:0 Luis Enrique Cáceres 85                                                                                              |

### Clausura 19
| Data              | Mecz |
| ----------------- | --- |
| 21 listopada 2009 | Club Sol de América - Club Nacional 0:3 Carlos Luis Ruiz Peralta 6, Hebert Alberto Arriola 26k, Glaucineis Martins da Silva 57   |
| 22 listopada 2009 | 12 de Octubre Itaugua - Club Guaraní 2:1 Diego Rubén Alfonso 16, David Raúl Villalba 38k - Joel Francisco Benítez 28             |
| 22 listopada 2009 | 3 de Febrero Ciudad del Este - Tacuary Asunción 1:2 Emilio Antonio Garcete 30 - Juan Ariel Núñez 8, Gustavo Alberto Sanabria 26k |
| 22 listopada 2009 | Club Libertad - Club Olimpia 1:0 Horacio Javier González 46                                                                      |
| 22 listopada 2009 | Club Rubio Ñú - Club 2 de Mayo 2:0 Néstor Abraham Camacho 51, Freddy Ramón Vera 70                                               |
| 22 listopada 2009 | Sportivo Luqueño - Cerro Porteño 1:2 Carlos Wilson Villagra 64 - Carlos Ariel Recalde 2, Julio Daniel Dos Santos 4               |

### Clausura 20
| Data              | Mecz |
| ----------------- | --- |
| 28 listopada 2009 | Club Nacional - Sportivo Luqueño 1:0 Hebert Alberto Arriola 75 |
| 28 listopada 2009 | Tacuary Asunción - 12 de Octubre Itaugua 1:0 Alfredo Carlos Alberto Mazacote 72                                                                                       |
| 29 listopada 2009 | Club Sol de América - Club Rubio Ñú 3:2 Lorenzo Rodrigo Frutos 25, Richard José Matto 61, Christian Gilberto Ovelar 85 - Freddy Ramón Vera 32, Víctor Manuel Gómez 70 |
| 29 listopada 2009 | Cerro Porteño - 3 de Febrero Ciudad del Este 1:1 Jorge Orlando Brítez 42k - Ever González 33                                                                          |
| 29 listopada 2009 | Club Guaraní - Club Olimpia 3:1 César Daniel Cáceres 2, 45, 75 - Carlos Bonet 28                                                                                      |
| 29 listopada 2009 | Club 2 de Mayo - Club Libertad 1:2 Jorge Moreira 92 - Adalberto Román 51, Rodolfo Vicente Gamarra 75                                                                  |

### Clausura 21
| Data           | Mecz |
| -------------- | --- |
| 5 grudnia 2009 | 3 de Febrero Ciudad del Este - Club Rubio Ñú 2:1 Christian Omar Martínez 78, Makanaki 85 - Víctor Manuel Gómez 15 |
| 5 grudnia 2009 | Cerro Porteño - Club Guaraní 5:4 Jorge Orlando Brítez 23, Iván Emmanuel González 46, Julio Daniel Dos Santos 61, Pablo Marcelo Noguera 64, Carlos Ariel Recalde 73k - Hugo César Notario 12, César Daniel Cáceres 17, 50, Federico Javier Santander 69 |
| 5 grudnia 2009 | Club Olimpia - Club 2 de Mayo 2:0 Arnaldo Castorino 54, 71 |
| 6 grudnia 2009 | 12 de Octubre Itaugua - Club Sol de América 1:1 Julio César Martínez 18 - Luis Alberto Acosta 4 |
| 6 grudnia 2009 | Club Libertad - Club Nacional 2:1 Miguel Alejandro Ximénez 53, Ángel Reinaldo Orué 69 - Guillermo Alexis Beltran 6 |
| 6 grudnia 2009 | Sportivo Luqueño - Tacuary Asunción 1:1 José Spaini 59 - Carlos Ramón Martínez 81 |

### Clausura 22
| Data            | Mecz |
| --------------- | --- |
| 9 grudnia 2009  | Club 2 de Mayo - Cerro Porteño 1:2 Antonio Maidana 88 - Luis Enrique Cáceres 17, Erwin Lorenzo Ávalos 82   |
| 9 grudnia 2009  | Club Rubio Ñú - 12 de Octubre Itaugua 2:1 Néstor Abraham Camacho 8, Nery Cardozo 91 - Lorenzo Melgarejo 74 |
| 11 grudnia 2009 | Club Guaraní - 3 de Febrero Ciudad del Este 2:0 Hugo César Notario 54, Jonathan Fabbro 66                  |
| 12 grudnia 2009 | Club Sol de América - Sportivo Luqueño 2:0 Christian Gilberto Ovelar 57, Arnaldo Gauna 82                  |
| 13 grudnia 2009 | Club Nacional - Club Olimpia 0:0                                                                           |
| 13 grudnia 2009 | Tacuary Asunción - Club Libertad 1:0 Alfredo Carlos Alberto Mazacote 30                                    |

### Tabela końcowa Clausura 2009
| Poz | Klub                         | Mecze | Zw | Rem | Por | Pkt | BrZd | BrStr |
| --- | ---------------------------- | ----- | -- | --- | --- | --- | ---- | ----- |
| 1   | Club Nacional                | 22    | 12 | 5   | 5   | 41  | 29   | 16    |
| 2   | Club Libertad                | 22    | 12 | 4   | 6   | 40  | 31   | 20    |
| 3   | Club Guaraní                 | 22    | 11 | 5   | 6   | 38  | 30   | 21    |
| 4   | Club Rubio Ñú                | 22    | 10 | 7   | 5   | 37  | 29   | 22    |
| 5   | Club Olimpia                 | 22    | 11 | 2   | 9   | 35  | 32   | 22    |
| 6   | Cerro Porteño                | 22    | 9  | 8   | 5   | 35  | 28   | 25    |
| 7   | Tacuary Asunción             | 22    | 9  | 5   | 8   | 32  | 25   | 31    |
| 8   | 3 de Febrero Ciudad del Este | 22    | 7  | 5   | 10  | 26  | 24   | 35    |
| 9   | Club Sol de América          | 22    | 7  | 4   | 11  | 25  | 25   | 30    |
| 10  | Club 2 de Mayo               | 22    | 6  | 4   | 12  | 22  | 25   | 27    |
| 11  | Sportivo Luqueño             | 22    | 5  | 5   | 12  | 20  | 19   | 32    |
| 12  | 12 de Octubre Itaugua        | 22    | 5  | 2   | 15  | 17  | 17   | 33    |

Club Nacional jako mistrz Paragwaju zapewnił sobie udział w turnieju Copa Libertadores 2010.

## Sumaryczna tabela sezonu 2009
| Poz | Klub                         | Mecze | Zw | Rem | Por | Pkt | BrZd | BrStr |
| --- | ---------------------------- | ----- | -- | --- | --- | --- | ---- | ----- |
| 1   | Club Libertad                | 44    | 24 | 10  | 10  | 82  | 77   | 39    |
| 2   | Cerro Porteño                | 44    | 23 | 12  | 9   | 81  | 52   | 36    |
| 3   | Club Nacional                | 44    | 21 | 14  | 9   | 77  | 66   | 39    |
| 4   | Club Olimpia                 | 44    | 20 | 10  | 14  | 70  | 63   | 50    |
| 5   | Club Guaraní                 | 44    | 18 | 13  | 13  | 67  | 51   | 38    |
| 6   | Tacuary Asunción             | 44    | 18 | 10  | 16  | 64  | 52   | 60    |
| 7   | Club Rubio Ñú                | 44    | 18 | 9   | 17  | 63  | 59   | 56    |
| 8   | Sportivo Luqueño             | 44    | 13 | 12  | 19  | 51  | 45   | 56    |
| 9   | Club Sol de América          | 44    | 13 | 11  | 20  | 50  | 46   | 60    |
| 10  | 3 de Febrero Ciudad del Este | 44    | 12 | 7   | 25  | 43  | 45   | 82    |
| 11  | 12 de Octubre Itaugua        | 44    | 11 | 8   | 25  | 41  | 36   | 63    |
| 12  | Club 2 de Mayo               | 44    | 10 | 10  | 24  | 40  | 48   | 61    |

O spadku z ligi decydował średni dorobek z trzech ostatnich sezonów.
Do pierwszej ligi awansował bezpośrednio mistrz drugiej ligi Sportivo Trinidense. Wicemistrz drugiej ligi, klub Sport Colombia Fernando de la Mora, stoczył baraż z 12 de Octubre Itaugua.
| Data            | Mecz |
| --------------- | --- |
| 16 grudnia 2009 | 12 de Octubre Itaugua - Sport Colombia Fernando de la Mora 1:1 Ricardo Ortiz 27 - Alejandro Bernal 52                                                              |
| 20 grudnia 2009 | Sport Colombia Fernando de la Mora - 12 de Octubre Itaugua 2:2, karne 3:0 Elio Alberto Mora 1, José Leguizamón 89 - David Felipe Villalba 60, Christian Fatecha 62 |

Do pierwszej ligi w miejsce klubu 12 de Octubre Itaugua awansował klub Sport Colombia Fernando de la Mora.